# Norra Björke
Norra Björke is een plaats in de gemeente Trollhättan in het landschap Västergötland en de provincie Västra Götalands län in Zweden. De plaats heeft 183 inwoners (2005) en een oppervlakte van 26 hectare.